# Jay and the Americans

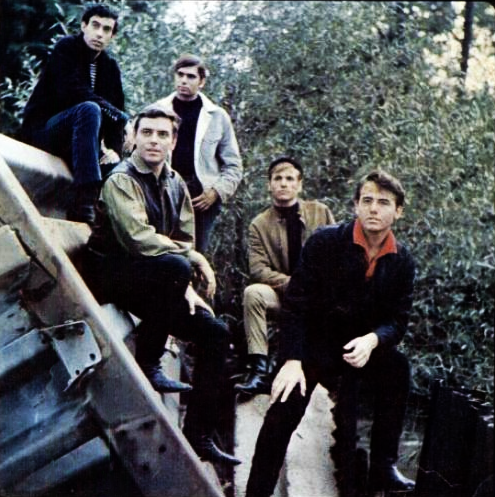
Jay and the Americans

Jay and the Americans was een popgroep die vooral in de jaren zestig van de 20e eeuw populair was.

## Biografie
Aan het eind van de jaren vijftig deden enkele studenten van de New York University auditie bij de muziekproducenten Jerry Leiber & Mike Stoller. Zij gaven de groep de naam Binkey Jones and the Americans. De zanger was destijds Jay Traynor. Na de eerste hit She Cried (1962) verliet hij de groep om plaats te maken voor David Blatt. Deze nam de naam Jay Black aan, zodat de groep verder ging onder de naam "Jay and the Americans". Jay Black kwam over van "The Empires", waarvan hij Marty Sanders (Kupersmith) meebracht.
In 1963 kwamen zij weer in de hitlijsten met Only in America, dat eigenlijk geschreven was voor The Drifters. Verdere hits waren Come a little bit closer in 1964 (3e) en Cara mia in 1965 (4e). In 1968 bereikten zij met This magic moment de 9e plaats. Eerder scoorden zij hits met onder meer Roy Orbisons Crying, Hushaby en Neil Diamonds eerste grote hit als songwriter Sunday and me. In 1969 hadden zij hun laatste hit: Walkin' in the rain. Hierna ging de groep uit elkaar.
De groep bestond uit: zanger Jay Black (David Blatt), gitarist Marty Sanders (Marty Kupersmith), Sandy Deane (Sandy Yaguda), Kenny Vance (Kenny Rosenberg), Howie Kane (Howie Kirshenbaum). In hun backupband kregen Walter Becker en Donald Fagen een kans, beiden later bekend van Steely Dan.
In 1980 ging Frits Spits het nummer Cara mia regelmatig draaien in zijn radioprogramma De Avondspits. Het kwam hierdoor opnieuw in de belangstelling te staan. Het werd opnieuw uitgebracht, bereikte de eerste plaats in de Nederlandse Top 40 en was een van de zomerhits van dat jaar in Nederland en België. Er volgde een liveoptreden op de Nederlandse televisie vanuit 't Spant in Bussum, waarbij Jay werd bijgestaan door de Nederlandse gitarist Peter Huijing.
In de jaren negentig trad de band nog een paar keer op. Jay is doorgegaan als Jay Black and the Americans. In 2006 moest Jay Black door gokschulden de naam Jay and the Americans verkopen. Marty Sanders kocht de naam en de groep ging de derde fase in met Jay Reincke als de derde Jay. Naast hem bestaat de groep uit Howie Kane, Sandy Deanne en Marty Sanders. 
Jay Black ging verder onder zijn eigen artiestennaam. Hij werd na de dood van Frank Sinatra wel eens "The Voice" genoemd. Black overleed in oktober 2021 op 82-jarige leeftijd.

## Discografie

### Singles
| Single met eventuele hitnotering(en) in de Nederlandse Top 40 | Datum van verschijnen | Datum van binnenkomst | Hoogste positie | Aantal weken | Opmerkingen |
| ------------------------------------------------------------- | --------------------- | --------------------- | --------------- | ------------ | ----------- |
| Come a little bit closer                                      | 1964                  | 02-01-1965            | 13              | 11           |             |
| Cara mia                                                      | 1965                  | 17-07-1965            | 34              | 2            |             |
| Cara mia                                                      | 1980                  | 24-05-1980            | 1 (3wk)         | 13           |             |

### NPO Radio 2 Top 2000
| Nummer met noteringen in de NPO Radio 2 Top 2000 | '99  | '00  | '01  |
| ------------------------------------------------ | ---- | ---- | ---- |
| Cara Mia                                         | 1641 | 1923 | 1574 |

1. ↑  Een vetgedrukt getal geeft de hoogste notering aan.
2. ↑  Deze tabel is bijgewerkt tot en met de laatste editie (2024).